# Helina argentigena
Helina argentigena är en tvåvingeart som beskrevs av Fritz Isidore van Emden 1965. Helina argentigena ingår i släktet Helina och familjen husflugor. Inga underarter finns listade i Catalogue of Life.